# Aldrichiomyza flaviventris
Aldrichiomyza flaviventris är en tvåvingeart som beskrevs av Iwasa 1997. Aldrichiomyza flaviventris ingår i släktet Aldrichiomyza och familjen sprickflugor. Inga underarter finns listade i Catalogue of Life.